# تيسير عبد الله
تيسير عبد الله (28 نوفمبر -)، إعلامي قطري.

## نبذة عن تيسير عبد الله
تيسير عبد الله اعلامي وكاتب درامي وشاعر اغاني درامية وطفولية، تخرج من كلية الاداب قسم الاعلام اذاعة وتلفزيون عام 1988م شغل عددا من المناصب في الاعلام القطري وتولّى كثيرا من المهام الفنية والادارية، كتب في مجلة زهرة الخليج، له الكثير من الأعمال المسرحية والتلفزيونية والاذاعية.
- مذيع ومعد برامج منوعة بتلفزيون قطر من 89 – 2012 م
- رئيس قسم الاعداد بتلفزيون قطر 2000 م
- نائب رئيس اللجنة الاعلامية بمهرجان الدوحة الثالث للاغنية
- رئيس اللجنة الاعلامية في المهرجان الرابع والخامس والسادس والسابع والثامن والتاسع والعاشر للاغنية 2002-2010
- عضو اللجنة الاعلامية لمهرجان الدوحة الثقافي الأول والثاني والثالث 2002 م-2004 م
- كاتب درامي للعديد من الأعمال المسرحية والتلفزيونية والاغاني الدرامية لنجوم الخليج.
- الاشراف والاعداد على برامج الأطفال [ ستوديو خزز ] الكرتوني للدورة البرامجية الجديدة 2003
- مؤلف كتيب [ درة المهرجان 1-2 - 3 – 4 -5-6-7-8-9-10 ] عن مهرجان الدوحة للاغنية
- كاتب مقالات فنية في مجلة زهرة الخليج منذ 2005 - حتى 2016
- كاتب سابق في الرياضي السعودية وفي موقع ايلاف الاليكتروني وفي جريدة الحياة.
- مشرف الملف الفني لمجلة بروق القطرية سابقا.
- عضو لجنة الاحتفالات بدورة كأس الخليج السابعة عشرة لكرة القدم 2004 م وعضو اللجنة الاعلامية لحفل تدشين المهرجان البحري.
- عضو لجنة الاعلام والبث التلفزيوني لدورة الألعاب العربية 2011 – الدوحة
- التحق متعاونا في اذاعة صوت الخليج fmمشرفا على النشرة الفنية ومقدما برنامج صحافة فن في صوت الخليج 2006 م
- عمل منسقا اعلاميا للبرنامج التلفزيوني [ مشروع معلق ] لصالح قناة الجزيرة الرياضية 2008
- تعاون مع قناة الجزيرة الرياضية منسقا اعلاميا ومساهما في تنظيم مؤتمرات صحفية دولية.2010
- عضو اللجنة المنظمة لاحتفالية تكريم الأمير بدر بن عبد المحسن [ الموعد الثاني ] 2011
- المشاركة في مهرجان ترابيكا واجيال السينمائي في كل دوراته
- إدارة ندوات ثقافية وفنية

## أعماله

### في المسرح
| المادة                 | النوعية             | عام  | بمشاركة            | بطولة                                                                        | جهة الإنتاج                                        |
| ---------------------- | ------------------- | ---- | ------------------ | ---------------------------------------------------------------------------- | -------------------------------------------------- |
| الذيب وليلى            | مسرحية اطفال        | 96   | عبد الرحيم الصديقي | زينب العسكري - ناصر عبد الرضا                                                | فرقة قطر المسرحية                                  |
| أحدب نوتردام           | مسرحية أطفال غنائية | 97   | عبد الرحيم الصديقي | ناصر عبد الرضا                                                               | فرقة قطر المسرحية                                  |
| تلفزيون المرح          | مسرحية اطفال        | 97   | عبد الرحيم الصديقي | عبدالعزيزجاسم – زينب العسكري                                                 | الابداع للإنتاج                                    |
| بوكاهونتاس             | مسرحية اطفال        | 97   | عبد الرحيم الصديقي | أحلام حسن – محمد أنور                                                        | الدار القطرية                                      |
| هرقل                   | مسرحية أطفال غنائية | 98   | عبد الرحيم الصديقي | ناصر عبد الرضا – عبد الناصر درويش                                            | الفضائية للإنتاج الفني                             |
| ياسمينه والسندباد      | مسرحية أطفال        | 98   | عبد الرحيم الصديقي | هدى حسين – فريد الجابري                                                      | فرقة قطر المسرحية                                  |
| سوبر عبود              | مسرحية اطفال        | 99   | عبد الرحيم الصديقي | زينب العسكري – جاسم الانصاري                                                 | جاسم الانصاري                                      |
| نور في القصر المهجور   | مسرحية اطفال        | 2000 | زينب العسكري       | زينب العسكري – عبد المحسن النمر                                              | تذكار للإنتاج                                      |
| قطعة 12                | مسرحية اطفال        | 2001 | عبد الرحيم الصديقي | أميرة محمد – فرج سعد                                                         | فرقة قطر المسرحية                                  |
| فروحة في الدوحة        | مسرحية اطفال        | 2001 | -                  | ناصر محمد                                                                    | تذكار للإنتاج                                      |
| ماما فين               | مسرحية اطفال        | 2003 | -                  | ناصر محمد – محمد أنور                                                        | الدار القطرية                                      |
| طرزانه                 | مسرحية اطفال        | 2003 | زينب العسكري       | أميرة محمد – بو هلال                                                         | تذكار للإنتاج                                      |
| حلم العملاق            | مسرحية اطفال        | 2003 | -                  | مشاعل الزنكوي احمد ايراج                                                     | نايف الراشد للإنتاج الكويت                         |
| سوبر سطار              | مسرحية كوميدية      | 2003 | -                  | طارق العلي ماغي مطران. خالد البريكي                                          | طارق – الكويت                                      |
| هوامير الاسهم          | مسرحية كوميدية      | 2004 | عبد الرحيم الصديقي | عبد العزيز جاسم – عبد الناصر درويش – هيفاء حسين – منى شداد                   | المجلس الوطني للثقافه                              |
| مجود والاقزام السبعة   | للاطفال             | 2004 |                    | ناصر محمد                                                                    | الهيئة العامة للسياحة                              |
| مسرحية على الطاير      | مسرحية رياضية       | 2004 | عبد الرحيم الصديقي | عبد الحسين عبد الرضا                                                         | خليجي 17                                           |
| مسرحية قدها ونص        | كوميدية             | 2004 | عبد الرحيم الصديقي | طارق العلي – حسن البلام – عبد الناصر درويش                                   | افورقي للإنتاج الفني                               |
| مافي هالبلد الا هالولد | كوميدية             | 2005 | عبد الرحيم الصديقي | احمد جوهر – هيا الشعيبي                                                      | مهرجان الدوحة – فرقة قطر                           |
| خلك في البيت           | مسرحية كوميدية      | 2006 | عبد الرحيم الصديقي | عبد العزيز جاسم وعبد الناصر درويش                                            | مهرجان الدوحة الثقافي                              |
| عسل يا وطن             | غنائية للمعوقين     | 2008 | عبد الرحيم الصديقي | مجاميع وراقصين وغناء حسين الجسمي                                             | مهرجان الخليج المسرحي الأول لذوي الاحتياجات الخاصة |
| مسرحية شملان في لبنان  | كوميدية جماهيرية    | 2010 | عبد الرحيم الصديقي | عبد العزيز جاسم وحسن البلام                                                  | -                                                  |
| قطري 60%               | كوميدية جماهيرية    | 2012 | عبد الرحيم الصديقي | عبد العزيز جاسم وحسن البلام                                                  | -                                                  |
| بشويش                  | كوميدية جماهيرية    | 2015 |                    | خالد العجيرب - شيلاد سبت - علي الغرير- خليل الرميثي اخراج سعد بو رشيد        | إنتاج السافلية                                     |
| المصارع                | غنائية للاطفال      | 2015 |                    | حلا الترك - ناصر محمد - محمد السنّي اخراج سعد بو رشيد                         | تطلعات للإنتاج الفني (فهاد اليامي)                 |
| باسوورد خلّود           | غنائية للاطفال      | 2015 |                    | حلا الترك - دنيا بطمه - بدر الشعيبي اخراج سعد بو رشيد                        | السافلية للإنتاج الفني                             |
| طار الوزير             | كوميدية ساخرة       | 2016 | عبد الرحيم الصديقي | عبد العزيز جاسم - عبد الناصر درويش - محمد أنور - امير دسمال اخراج فهد الباكر | منار للإنتاج الفني                                 |

بشويش كوميدية جماهيربة 2015 خالد العجيرب وعلي الغرير وخليل الرميثي وشيلاء سبت / إخراج سعد بو رشيد / إنتاج السافلية للإنتاج
المصارع مسرحية أطفال. 2015 حلا الترك وناصر محمد / إخراج سعد بو رشيد إنتاج تطلعات للإنتاج 
باسوورد خلّود مسرحية أطفال. 2015 حلا الترك وبدر الشعيبي ودنيا بطمة إخراج: سعد بورشيد، السافلية للإنتاج

### في الإذاعة
له العديد من البرامج في اذاعة صوت الخليج 
| البرنامج             | التقديم                                             | التاريخ    |
| -------------------- | --------------------------------------------------- | ---------- |
| صحافة فن             | تقديم حوارات ساخنة مع الصحفيين                      | 6\2006 م   |
| اعداد ثلاثة على واحد | أمل عبد الملك – علي الخاطر – نجوم الدراما الخليجيين | رمضان 2006 |
| نشرات اخبارية فنية   | التحرير والتقديم                                    | 2006 م     |

### في التلفزيون
تميز الاستاذ تيسير عبد الله ككاتب ومؤلف نصوص مسرحية لم يمنعه من التميز والابداع في المجال التلفزيوني كمعد ومؤلف وهنا بعض من أعمال الاستاذ تيسير عبد الله 

#### البرامج التلفزيونية
شارك الاستاذ تيسير عبد الله في اعداد العديد من البرامج التلفزيونية في أكثر من قناة تلفزيونية
| اسم البرنامج | النوعية                      | العام          | المقدم\ المخرج                           |
| --- | ---------------------------- | -------------- | ---------------------------------------- |
| العرس القطري [ الجائزة الذهبية ] مهرجان الخليج البحرين | وثائقي تراثي منـــوع         | 2002           | اخراج محمد البدر                         |
| الغاز طاقة المستقبل | وثائقي                       | 2002           | يوسف كافود                               |
| المسنين | وثائقي                       | 2000           | علي التميمي                              |
| باكر العيد | منوعات                       | 2002           | غانم السليطي يوسف كافود                  |
| ليلة عيد وطرب | منوعات                       | 2003           | ماريا متري يوسف كافود                    |
| سهرات شعبية | منوعات شعبية                 | 2003           | خديجة الحمادي حسين صفر                   |
| اعياد الدوحة | منوعات                       | 2000           | عبدالعزيزجاسم يوسف كافود                 |
| الدوحة ثقافة وفن | منوعات                       | 2002           | مساعد الخميس يوسف كافود                  |
| للعيادة فورا | دراما صحية                   | 2001           | ناصر موافي                               |
| برنامج مساء الشعر | برنامج شعري                  | 94             | سعد المريخي                              |
| أعداد برنامج المنوعات ليالي نجوم | الغناء العربي                | 2003           | حسن الساعي تقديم داليا                   |
| اعداد برنامج نسايم العيد لنجوم مسلسل يوم اخر والحجاج | ممثلين ومطربين               | 2003           | يوسف كافود                               |
| اعداد وتقديم العديد من البرامج الفنية والاخبارية وسهرات الغناء في تلفزيون قطر                                                                                             | منوعات                       | من 89-2004 م   | مجموعة مخرجين                            |
| قطر الانسان والارض | وثائقي                       | 2004           | يوسف قافود                               |
| حلقات من خليجيات | منوع- روتانا                 | 2004 م         | محمد المطيري                             |
| برنامج البراحة قناة الكاس | منوع رياضي                   | 2005           | نوره حسن خالد النعمة                     |
| برنامج سهرة وسمرة | منوع غنائي                   | 2006           | ناصر الكواري حسين صفر                    |
| برنامج المعازيم [ ميادة الحناوي – سمير غانم – سلاف فواخرجي – سعد الفرج واخرين ]                                                                                           | منوع مع النجوم               | 2006           | نورا حسن حسين صفر                        |
| برنامج بين جيلين [ نجوم الفن العربي من بين اجيال متعددة [ طارق عبد الحكيم.. نادية مصطفى.. رباب علي عبد الستار ]                                                           |                              | 2007 م         | نورا حسن حسين صفر                        |
| ليالي العيد الثلاث [ نجوم باب الحارة ومسلسل نعم ولا وميساء مغربي ويوسف شعبان ومادلين مطر]                                                                                 | منوع على الهواء              | 2007 م         | نورا.. ضحى.. ماريا                       |
| برنامج قمر و 3 نجوم [ ميرفت امين. نيللي. بوسي. سوزان نجم الدين ] | حواري على الهواء             | 2008           | ريم بو قمره وليزا ومذيعات عربيات         |
| ليالي العيد مع عبد الحسين عبد الرضا وعباس النوري وجمال سليمان وعبد العزيز جاسم وامنه فخر وسميرة العسلي واخرين [ الجائزة الذهبية في مهرجان الخليج عن فئة البرامج المنوعة ] | 3 ليالي على الهواء           | 2008           | نورا حسن ويوسف قافود                     |
| منسق اعلامي ومعد مشارك في برنامج مشروع معلق | مسابقات                      | 2008 م         | الجزيرة الرياضية محمد البدر وصباح الدوحة |
| برنامج الدار | برامج يومية                  | 2010-2011-2012 | محمد الفردي ناصر موافي                   |
| برنامج الموعد الثاني | حول الامير بدر بن عبد المحسن | 2012           | ندى الشيباني محمد محمد                   |
| برنامج [ تسمو بروح الاوفياء ] لليوم الوطني القطر 12 ساعة ع الهواء | خمسة مذيعين ومذيعات          | 2011           | ناصر موافي حسين صفر                      |

### تأليف الاغاني الدرامية
كان للكاتب تيسير عبد الله العديد من المشاركات الغنائية حيث قام بكتابة العديد من الاغاني التي لا تزال عالقة في اذهان الخليجيين كبارهم وصغارهم وهنا بعض من أعمال الكاتب الغنائية 
| المادة                                          | النوعية                                                             | العام     | ألحان                        | البطولة                                  | جهة الإنتاج                               |
| ----------------------------------------------- | ------------------------------------------------------------------- | --------- | ---------------------------- | ---------------------------------------- | ----------------------------------------- |
| عربسات                                          | مسرحية سياسية                                                       | 91        | سحر حسين                     | هدى حسين                                 | حمد الرميحي                               |
| اغاني وطنية                                     | مجموعة مطربين                                                       | 91-94     | مجموعة ملحنين                | احمد عبد الرحيم – ناصر صالح – غانم شاهين | اذاعة قطر                                 |
| اغنية بطاقة دعوة                                | للاطفال                                                             | 92        | ناصر الحمادي                 | هدى حسين                                 | تلفزيون قطر                               |
| توت وكوت                                        | مسرحية اطفال                                                        | 92        | ناصر الحمادي مطر علي         | هدى حسين – سعد بورشيد                    | هدى                                       |
| اغنية الصبيان والبنات                           | اغنية للاطفال                                                       | 93        | ناصر الحمادي                 | هدى حسين                                 | تلفزيون قطر                               |
| عروس البحر                                      | مسرحية اطفال                                                        | 94        | فؤاد الحريري                 | هدى حسين- سحر حسين                       | اوس للإنتاج                               |
| اوبريت 3 سبتمبر                                 | اوبريت غنائي                                                        | 94        | مطر علي                      | هدى حسين – ناصر صالح                     | تلفزيون قطر                               |
| اوبريت عصافير الديرة                            | اوبريت للاطفال                                                      | 95        | طلال الصديقي                 | هدى حسين                                 | تلفزيون قطر                               |
| اوبريت تحية قطر                                 | غنائي وطني                                                          | 95        | عبد العزيز ناصر              | هدى حسين – ناصر صالح                     | تلفزيون قطر                               |
| اوبريت الوطن                                    | غنائي للاطفال                                                       | 96        | فيصل التميمي                 | هدى حسين – غانم شاهين                    | تلفزيون قطر                               |
| زهرة والمارد                                    | مسرحية اطفال                                                        | 95        | ناصر الحمادي                 | زينب العسكري                             | فرقة قطر                                  |
| افتح ياسمسم                                     | مسرحية اطفال                                                        | 96        | ناصر الحمادي                 | عبدالعزيزجاسم – زينب العسكري             | منار للإنتاج                              |
| مظلوم ظلم مظلوم (مشاركة عبد الرحيم الصديقي)     | مسرحية سياسية ضمن مهرجان الخليج                                     | 96        | ناصر الحمادي                 | هدى حسين – علي حسن                       | فرقة قطرالمسرحية                          |
| جميله                                           | مسلسل تلفزيوني                                                      | 96        | ناصر الخال                   | هدى حسين – جاسم الانصاري                 | تلفزيون قطر                               |
| الجميله والوحش                                  | مسرحية أطفال                                                        | 96        | فؤاد الحريري                 | هدى حسين – سحرحسين                       | أوس للإنتاج                               |
| السر في بير                                     | مسلسل تلفزيوني                                                      | 97        | فيصل التميمي                 | طيف – ناصر المؤمن                        | تلفزيون قطر                               |
| عبود في سكول                                    | مسرحية اطفال                                                        | 99        | ناصر الحمادي                 | جاسم الانصاري                            | جاسم                                      |
| انا جحا                                         | مسرحية اطفال                                                        | 2000      | طلال الصديقي                 | عبد الناصر درويش                         | فرقة قطر                                  |
| بوكيمون                                         | مسرحية اطفال                                                        | 2001      | أحمد عبد الرحيم              | زينب العسكري                             | تذكار                                     |
| مقدمات لاذاعة صوت الخليج واذاعة قطر وقناة الكاس | مقدمات وفواصل وياها – صوت الخليج – كل عام وانتي بخير = دانة الاصوات | 2002-2005 | عبد العزيز ناصر – محمد البنا | المجموعة                                 | -                                         |
| اوبريت دفا الاحساس                              | لذوي الاحتياجات الخاصة                                              | 2004 م    | طلال الصديقي                 | مجموعة مطربين                            | جمعية ذوي الاحتياجات                      |
| خليجي 17                                        | اغنية لدورة الخليج                                                  | 2004 م    | طلال الصديقي                 | عبد الحسين عبد الرضا                     | اخراج محمد البدر اللجنة المنظمة لخليجي 17 |
| اغنية الدوحة 2020حلا الترك                      | خاصة بملف الدوحة الاولمبي                                           | 2012      | طلال الصديقي                 | حلا الترك                                | -                                         |
| سيناريو بلاد العرب اوطاني                       | خاصةبالبطولة العربية 11                                             | 2011      |                              | اخراج محمد البدر                         |                                           |

#### التأليف التلفزيوني
كما كان للكاتب تيسير عبد الله العديد من النصوص التلفزيونية 
| المادة | النوعية                     | العام  | بمشاركة                       | البطولة                               | جهة الإنتاج         |
| --- | --------------------------- | ------ | ----------------------------- | ------------------------------------- | ------------------- |
| صار وش كان | دراما تلفزيونية منوعه       | 93     | عبد الرحيم الصديقي            | هدى حسين – غازي حسين                  | تلفزيون قطر         |
| أمثال أمثال | مسابقات تلفزيونية           | 97     | عبد الرحيم الصديقي            | هدى حسين – جاسم الانصاري              | تلفزيون قطر         |
| داوود في هوليود | مسابقات منوعه               | 98     | عبد الرحيم الصديقي            | داوود حسين                            | mbc                 |
| طارق شو | كوميديا تلفزيونية           | 2000   | عبد الرحيم الصديقي            | طارق العلي – عبد الناصر درويش         | تلفزيون قطر         |
| طاش ماطاش طاش 9\|\| حلقات كوميدية تلفزيونية: (مقاطع رغم انفه القراصنة طاش كول اوتيل الحموله) \|\| 2001 \|\| عبد الرحيم الصديقي \|\| ناصر القصبي عبد الله السدحان – زينب العسكري \|\|الهدف للإنتاج |                             |        |                               |                                       |                     |
| أبو رش رش | دراما تلفزيونية             | 2002   |                               | خالد سامي – حسن البلام – زهرة عرفات   | التلفزيون السعودي   |
| طاش 10 | دراما تلفزيونية:(11 سبتمبر) | 2002   |                               | ناصر القصبي – عبد الله السدحان        | الهدف للإنتاج       |
| قرقيعان 2 حلقة [ مؤامرة ] | منوع كوميدي                 | 2004 م | عبد الرحيم الصديقي            | داوود حسين ـ يوسف الجراح ـ حسن البلام | تلفزيون الكويت -mbc |
| شبابيك | كوميدية [ هذا ولدنا ]       | 2006   | حسن البلام – عبد الناصر درويش | تلفزيون الراي                         |                     |
| مسلسل عيال الفريج | 30 كرتوني رياضي             | 2006   | حلقتان لعبدالرحيم فقط         | هيا الشعيبي – بو هلال                 | قناة الدوري \ الكاس |
| فوازير وراها وراها | استعراضية                   | 2008   | ميساء مغربي - محمود بو شهري   | قناة الراي الكويتية                   |                     |

### أعمال لم تنفذ
هنالك بعض الأعمال الخاصة بالاستاذ تيسير عبد الله وعبد الرحيم الصديقي لم ترى النور حتى الآن لبعض من الاسباب وقد نراها في المستقبل منها 
| المادة           | النوعية           | بمشاركة            | عام  |
| ---------------- | ----------------- | ------------------ | ---- |
| تشويش            | كوميديا تلفزيونية | عبد الرحيم الصديقي |      |
| حقوق الانسان     | مسرحية سياسية     | عبد الرحيم الصديقي |      |
| توي ستوري        | مسرحية أطفال      | عبد الرحيم الصديقي |      |
| كابتن درويش      | دراما كوميدية     | عبد الرحيم الصديقي |      |
| سألوني الناس     | سهرة تلفزيونية    | عبد الرحيم الصديقي |      |
| زمان أول         | مسلسل تلفزيوني    | عبد الرحيم الصديقي |      |
| الابواب          | مسابقات تلفزيونية | عبد الرحيم الصديقي |      |
| مسلسل السكته     | مسلسل تلفزيوني    | عبد الرحيم الصديقي | 2001 |
| خليجيات في بيروت | مسرحية كوميدية    | عبد الرحيم الصديقي | 2006 |
| جاي من فوق       | مسرحية كوميدية    | عبد الرحيم الصديقي | 2007 |
| كوفي شوب         | مسرحية كوميدية    | عبد الرحيم الصديقي | 2007 |
| أرض وغجر         | مسرحية غنائية     | عبد الرحيم الصديقي | 2010 |
| الشعب يريد       | مسرحية كوميدية    | عبد الرحيم الصديقي | 2011 |

## أعمال خاصة
| العمل                           | التاريخ | لصالح                  |
| ------------------------------- | ------- | ---------------------- |
| سيناريو اغنية بلاد العرب اوطاني | 2011    | الدورة العربية للالعاب |
| سيناريو اعلان شركة كويتل        | 2011    | كويتل للاتصالات        |